# وظیفه (فیلم ۲۰۰۱)
وظیفه (به هندی: Farz) فیلمی است محصول سال ۲۰۰۱ و به کارگردانی راج کانوار است. در این فیلم بازیگرانی همچون سانی دئول، پریتی زینتا، فریده جلال، جانی لور،اوم پوری ، جکی شروف، دارا سینگ، ماکش تیواری، پوجا باترا ایفای نقش کرده‌اند.
این فیلم در ایران با نام فرض توسط موسسه رسانه های تصویری دوبله و پخش شده است .